# Cuba libre
Cuba libre (spaniolă: [ˈkuβa ˈliβɾe]; în traducere „Cuba liberă”) sau rom cu cola (în engleză Rum and Coke) este un cocktail highball preparat cu rom, cola și, în multe rețete, suc de limetă cu gheață. În mod tradițional, ingredientul de cola este Coca-Cola („Coke”), iar alcoolul folosit este un rom alb („rom ușor”) precum Bacardi; cu toate acestea, băutura poate fi preparată cu diferite tipuri de rom și mărci de cola, iar sucul de lămâie poate fi inclus sau poate lipsi.
Acest cocktail a început să fie preparat la începutul secolului al XX-lea în Cuba, după ce țara și-a câștigat independența în urma Războiului Hispano-American (1898). Ulterior, el a devenit popular în Cuba, în Statele Unite ale Americii și în alte țări. Rețeta sa simplă și folosirea unor ingrediente ieftine și ușor de găsit l-au făcut să devină una dintre cele mai populare băuturi alcoolice din lume. Criticii băuturii o consideră adesea o băutura mediocră, care a devenit cunoscută datorită semnificației sale istorice. Exilații cubanezi o numesc uneori „Mentirita” („minciunica”), cu referire la faptul că țara nu a fost liberă sub regimul comunist al lui Fidel Castro.

## Istoric
Băutura a fost inventată în Cuba la începutul anilor 1900, dar originile sale exacte nu sunt cunoscute. Ea a devenit populară la scurt timp după 1900, atunci când sticlele îmbuteliate cu Coca-Cola au fost importate pentru prima dată în Cuba din Statele Unite ale Americii. Originea sa este asociată cu prezența puternică a SUA în Cuba după Războiul Hispano-American din 1898; numele tradițional al băuturii, „Cuba libre” („Cuba liberă”), a fost sloganul mișcării cubaneze de independență. Se spune uneori că băutura „Cuba libre” a fost creată în timpul Războiului Hispano-American. Cu toate acestea, războiul a avut loc înaintea începerii importului de Coca-Cola în Cuba în 1900. O băutură numită „Cuba libre” era cunoscută într-adevăr în 1898, dar aceasta conținea un amestec de apă și zahăr brun.
Fausto Rodriguez, un director de publicitate al companiei Bacardi, a susținut că a fost prezent atunci când băutura a fost preparată pentru prima dată și a semnat în anul 1965 o declarație notarială în acest sens. Potrivit lui Rodriguez, acest moment a avut loc în august 1900, când el avea vârsta de 14 ani și lucra ca mesager pentru un membru al U.S. Army Signal Corps din Havana. Într-o zi, aflat într-un bar local, angajatorul lui Rodriguez a comandat rom Bacardi amestecat cu Coca-Cola. Această comandă a trezit curiozitatea unui grup de militari americani, aflați în apropiere, care au comandat, de asemenea, un rând de băuturi pentru ei înșiși, dând naștere astfel unei noi băuturi populare. Compania Bacardi a publicat declarația lui Rodriguez în anul 1966 într-o reclamă din revista Life. Cu toate acestea, poziția lui Rodriguez ca director în cadrul companiei Bacardi i-a determinat pe unii comentatori să se îndoiască de veridicitatea relatării sale. O altă poveste precizează că băutura a fost creată pentru prima dată în anul 1902 la restaurantul El Floridita din Havana pentru a sărbători aniversarea independenței Cubei.
Acest cocktail a devenit un produs de bază în Cuba, prinzând rapid în rândul băutorilor datorită caracterului omniprezent al ingredientelor sale. Havana era cunoscută deja în secolul al XIX-lea pentru băuturile sale cu gheață, deoarece era unul dintre puținele orașe cu vreme caldă care avea depozite abundente de gheață adusă pe mare din regiunile mai reci. Bacardi și alte romuri cubaneze au cunoscut, de asemenea, o perioadă de expansiune după ce obținerea independenței Cubei a adus un număr mare de investitori și de turiști străini, precum și noi oportunități de export al alcoolului. Romurile albe, precum Bacardi, au devenit preferate pentru prepararea cocktailurilor, deoarece se considera că se amestecă bine cu celelalte băuturi. Coca-Cola a fost un ingredient comun pentru cocktailuri în Statele Unite ale Americii încă de când a fost îmbuteliată pentru prima dată în 1886 și a devenit o băutură omniprezentă în multe țări după ce a început să fie exportată în 1900.
„Cuba libre” s-a răspândit rapid din Cuba în Statele Unite ale Americii. La începutul secolului al XX-lea, acest cocktail, la fel ca și Coca-Cola, deveniseră băuturi foarte populare în sudul Statelor Unite. În perioada Prohibiției (care s-a întins din 1922 până în 1933), Coca-Cola a devenit un ingredient favorit pentru ascunderea gustului romurilor de calitate scăzută, precum și al altor băuturi alcoolice. În anul 1921, H. L. Mencken a scris în glumă despre un cocktail din Carolina de Sud numit „jump stiddy”, care consta din Coca-Cola amestecată cu alcool etilic denaturat scurs din radiatoarele automobilelor. După încheierea Prohibiției, cocktailul de rom cu Coca-Cola s-a răspândit, de asemenea, în nordul și în vestul S.U.A., atât în cercurile elitelor, cât și în clasele sociale de jos.
Popularitatea cocktailului a crescut tot mai mult în timpul celui de-al Doilea Război Mondial. Statele Unite ale Americii a înființat, începând din 1940, o serie de avanposturi în Indiile de Vest Britanice pentru a se apăra împotriva Marinei Germane. Prezența americană a contribuit la crearea unor schimburi interculturale, ca urmare a faptului că militarii americani și localnicii au intrat în contact și au început să consume produsele celorlalți. În mod particular, personalul militar american a consumat romul din Caraibe datorită prețului său redus, în timp ce Coca-Cola a devenit deosebit de răspândită în insule ca urmare a expedierii sale pe navele militare. Romul importat din Caraibe a devenit tot mai popular în SUA, deoarece impunerea unor cote guvernamentale maximale pentru alcoolul industrial a redus producția distileriilor americane de băuturi alcoolice.
În anul 1943 cântecul calypso „Rum and Coca-Cola” al lui Lord Invader a atras o atenție tot mai mare asupra băuturii în Trinidad. Acest cântec era o adaptare a compoziției „L’Année Passée” (1904) a lui Lionel Belasco, cu versuri noi despre soldații americani din Trinidad care se plimbă cu fetele locale și beau cocktail de rom cu cola. Comicul Morey Amsterdam a plagiat cântecul „Rum and Coca-Cola”, a înregistrat drepturi de autor pe numele lui și a încheiat un acord pentru a fi interpretat de grupul feminin The Andrews Sisters. Versiunea cântată de The Andrews Sisters a devenit un succes major în 1945 și a contribuit la sporirea tot mai mult a popularității cocktailului de rom cu cola, în special în rândul militarilor. Lord Invader și deținătorii drepturilor de autor asupra compoziției lui Belasco l-au dat în judecată pe Amsterdam și au obținut compensații financiare pentru folosirea versurilor și muzicii cântecului, chiar dacă Amsterdam a rămas în posesia drepturilor de autor.
În timpul Revoluției Cubaneze din 1959, compania Bacardi a părăsit Cuba și s-a mutat în Puerto Rico. În anul următor SUA a impus un embargo împotriva Cubei, interzicând importul de produse cubaneze, în timp ce Cuba a interzis, de asemenea, importul de produse americane. Ca urmare a faptului că romul cubanez a fost interzis în SUA și Coca-Cola a fost interzisă în mare parte în Cuba, a devenit dificilă prepararea unui cocktail „Cuba libre” cu ingredientele sale tradiționale în fiecare dintre cele două țări.

## Popularitate și opinii

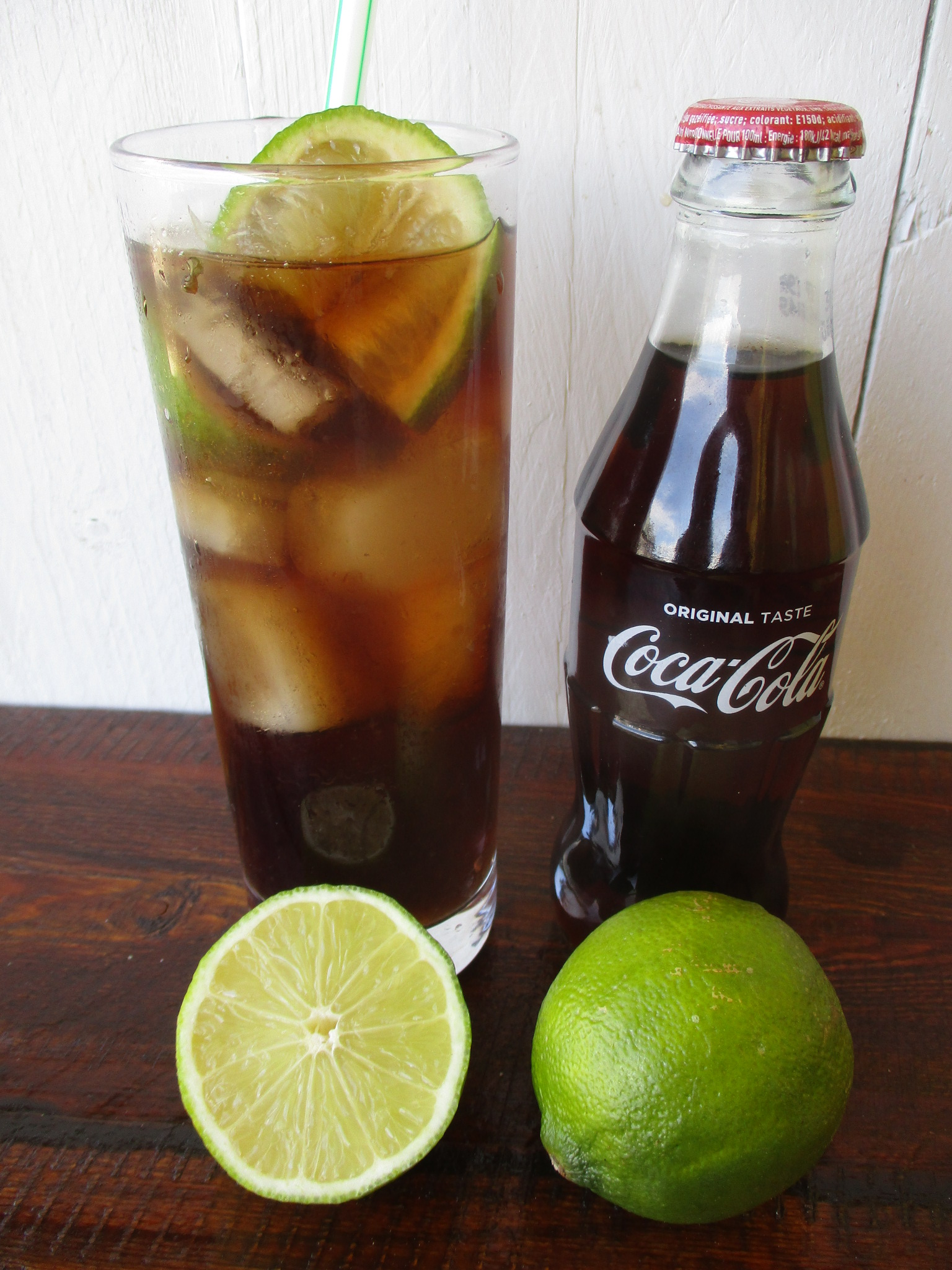
Un cocktail „Cuba libre” cu Coca-Cola și limetă.

Cocktailul „Cuba libre” este foarte popular, fiind considerat de compania Bacardi a doua cea mai populară băutură alcoolică din lume. Popularitatea sa derivă din ubicuitatea sa și costul scăzut al ingredientelor principale, precum și din faptul că este foarte ușor de preparat. Deoarece se poate folosi orice cantitate sau tip de rom, el este simplu de preparat și greu de stricat.
Criticii băuturii au adesea o părere proastă despre acest cocktail. Scriitorul Wayne Curtis l-a numit „o băutură de o insipiditate energică”, în timp ce Jason Wilson de la The Washington Post îl considera „băutura unei persoane leneșe”. Troy Patterson de la Slate l-a numit „highball-ul caraibo-american mediocru”, care „a devenit o băutură clasică în ciuda faptului că nu este deosebit de bun”.
Publicistul american Charles A. Coulombe considera „Cuba libre” o băutură importantă din punct de vedere istoric și scria că acest cocktail este „un simbol puternic al unei ordini mondiale în schimbare – combinația romului, lubrifiant al vechilor imperii coloniale, cu Coca-Cola, icoană a capitalismului global american modern”. În plus, atât romul, cât și Coca-Cola sunt preparate din ingrediente provenite din regiunea Caraibe și au devenit mărfuri globale ca urmare a comerțului cu Europa și America. Potrivit lui Coulombe, băutura „pare să reflecte perfect aspectele istorice ale lumii moderne”.

## Rețete de preparare

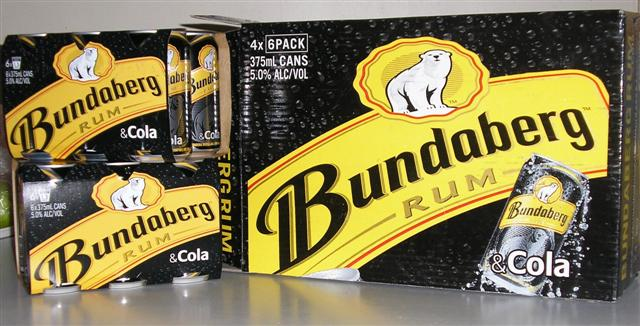
Cocktail preamestecat Bundaberg Rum & Cola, 2006

Rețetele de preparare ale cocktailului variază într-o oarecare măsură în ceea ce privește proporțiile ingredientelor principale și folosirea unor ingrediente suplimentare, dar ingredientele principale sunt întotdeauna romul și cola. Asociația Internațională a Barmanilor (International Bartenders Association) propune o rețetă formată din 5 centilitri de rom alb, 12 cl de cola și 1 cl de suc de limete proaspete cu gheață. Cu toate acestea, poate fi folosită orice cantitate și proporție de rom cu cola. În plus, în timp ce romul alb este ingredientul tradițional, sunt folosite, de asemenea, romuri întunecate și alte variante de rom.
Coca-Cola este marca tradițională de cola folosită în prepararea cocktailului „Cuba libre”, din moment ce consumatorii comandă rareori altceva. Folosirea acestei băuturi datează încă de la începuturile preparării acestui cocktail în Cuba și s-a consolidat în anii 1920, când Coca-Cola a rămas marca principală de cola în urma intrării în insolvență a companiilor Pepsi și Chero-Cola și, prin urmare, ingredientul preferat de cola în băuturile alcoolice. Încercările ulterioare ale companiei Pepsi de a intra pe piața cocktailurilor au eșuat, mai ales după ce piesa „Rum and Coca-Cola” a consolidat această combinație în imaginația publicului.
Cu toate acestea, sunt folosite uneori și alte mărci de cola. În Cuba, unde Coca-Cola nu a fost importată după impunerea în 1960 a embargoului american, ingredientul principal folosit pentru prepararea „Cuba libre” este băutura autohtonă tuKola. Alte variante comune ale cocktailului folosesc Mexican Coke (care folosește zahăr din trestie în loc de sirop de porumb cu conținut ridicat de fructoză), Moxie, Diet Coke (pentru cocktailul „Cuba Lite” sau „rum and Diet”) și Dr. Pepper (pentru cocktailul „Captain and Pepper”, care folosește romul condimentat Captain Morgan).
Limeta este inclusă în mod tradițional în băutură, deși ea este adesea omisă, mai ales atunci când se comandă doar „rom cu cola”. Unele rețete timpurii includeau sucul de limete, în timp ce altele foloseau limeta doar ca garnitură. Alte rețete timpurii foloseau ingrediente suplimentare ca ginul și bitterul. În opinia unor autori, limeta este esențială pentru prepararea adevăratei „Cuba libre”, care se deosebește de un cocktail simplu de rom cu cola. Cu toate acestea, limeta este inclusă frecvent chiar și atunci când se comandă „rom cu cola”.
Atunci când se folosește rom añejo învechit, băutura este numită uneori Cubata, un nume folosit, de asemenea, informal în Spania pentru orice variantă de „Cuba libre”. Unele rețete moderne inspirate din cele mai vechi includ ingrediente suplimentare, cum ar fi bitterul. Printre variantele mai elaborate cu ingrediente suplimentare se numără „cinema highball”, care folosește rom infuzat cu floricele de porumb cu unt și amestecat cu cola, și „Mandeville”, care este preparat cu rom alb și întunecat, cola și suc de citrice, împreună cu absint Pernod și sirop Grenadine.

## Moduri de preparare

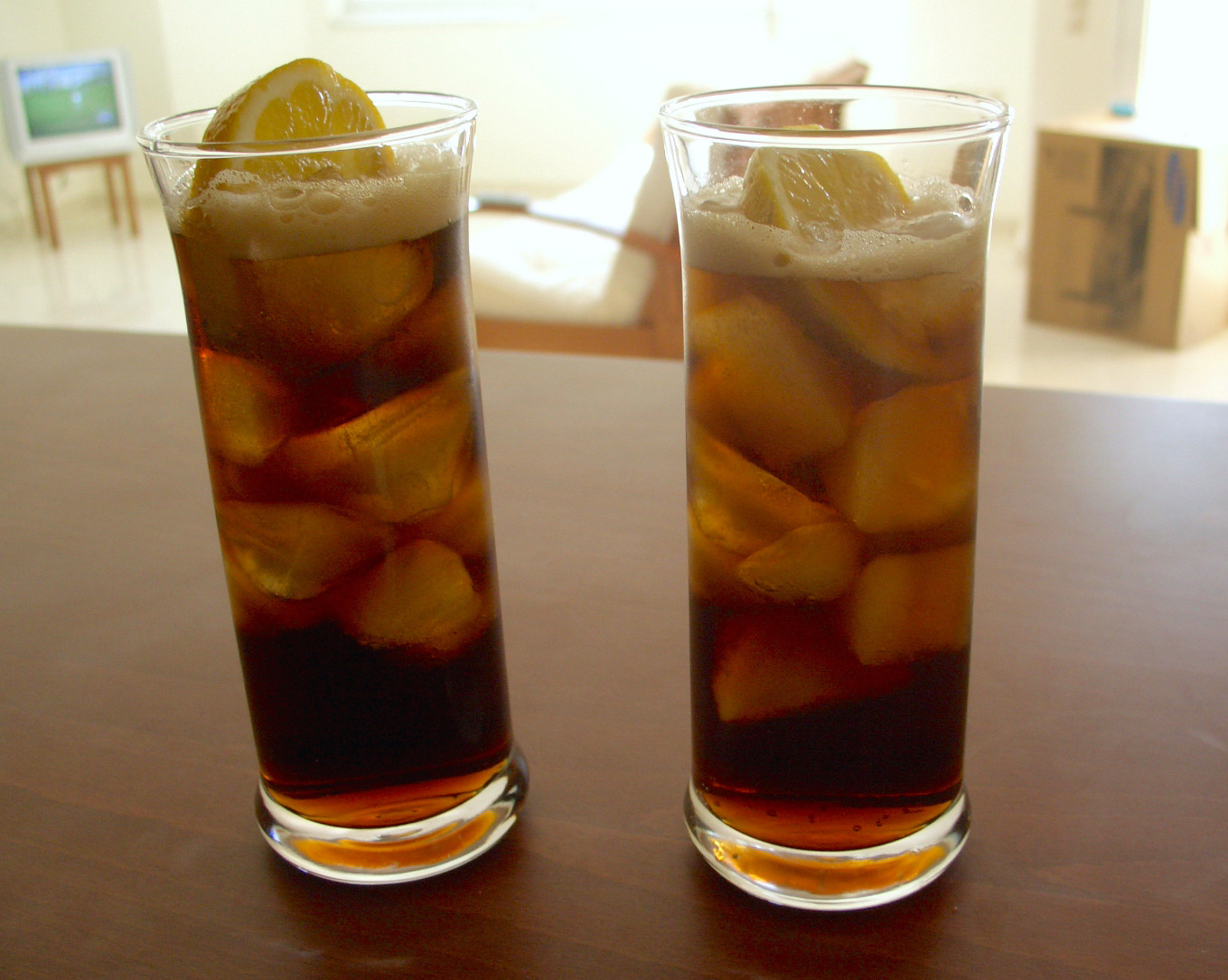
Cuba libre

Pentru a se prepara un Cuba libre, se freacă marginea unui pahar cu o limetă și se umple cu gheață. Se toarnă Coca-Cola și rom în raport 2:1. Se stoarce limeta și se adaugă cu totul în băutură ca garnitură.
O altă metodă de a prepara acest cocktail este cu 30 ml rom, 20 ml suc de lămâie și 150 ml Coca-Cola. Poate fi servit cu cuburi de gheață.

## Alte variante
Cuba Pintada („Cuba pătată”) și Cuba Campechana sunt, de asemenea, populare, mai ales în rândul tinerilor. Prima băutură este preparată din rom, apă minerală și foarte puțină cola (atât cât să se păteze), în timp ce Campechana conține jumătate apă minerală și jumătate cola.
O variantă recentă este Coppertone, care utilizează rom Malibu (rom cu extract natural de nucă de cocos) și Cherry Coke (sau Cherry Pepsi sau Cherry RC Cola) pentru componenta cola. Cuban Missile Crisis (Criza cubaneză a rachetelor) este o altă variantă, care folosește un rom mai tare, precum Bacardi 151 (75,5%).
Băutura este populară și în alte țări precum Nicaragua, unde se numește Nica Libre și se prepară din marca națională de rom, Flor de Caña, și Pepsi, sau Venezuela, unde se numește Cuba Libre Preparado („Cuba Libre preparată”) și include un strop de gin și unul de Angostura. Un nume alternativ pentru kalimotxo, un amestec spaniol de vin roșu și cola, este Rioja Libre, după regiunea viticolă Rioja.